# Rapporto confidenziale
Rapporto confidenziale (Mr. Arkadin) è un film del 1955 scritto e diretto da Orson Welles.

## Trama

Una scena del film

Un giovane americano, Van Stratten, viene coinvolto nel contrabbando di sigarette quando un certo Bracco, pugnalato alle spalle, sussurra due nomi, mentre esala l'ultimo respiro, alla sua ragazza Mily. I nomi sono Gregory Arkadin e Sophie. Il giovane scopre che il primo è un finanziere e rintraccia il suo castello diventando amico della figlia Raina.
Durante un ricevimento Arkadin rivela a Van Statten che non riesce a ricordare niente della propria vita prima del 1927 e lo incarica di ricostruire la sua vita in un rapporto confidenziale. Il giovane trova molte cose strane interrogando un sarto di Zurigo, un addomesticatore di pulci di Copenaghen, un antiquario di Amsterdam e una baronessa polacca, ma soprattutto trova Sophie in Messico, la quale viene uccisa misteriosamente, forse da un sicario di Arkadin.
Van Stratten scopre d'essere stato usato da quest'ultimo per ritrovare persone del suo passato che avrebbero potuto ricattarlo. Anche Mily è stata uccisa. Il gioco si è fatto pesante, Arkadin pensa che non riuscirà a nascondere il proprio passato alla sua amata figlia e per vergogna si getta dal suo aereo privato.

## Produzione
Prodotto da Filmorsa, come risulta nella scheda Dictionnaire des films di Georges Sadoul del 1965 (tradotto in Italia Il cinema), lo stesso critico francese ha scritto che il «film non fu montato da Welles che perciò non lo riconosce come interamente suo. Ma la sceneggiatura è scritta da lui e porta la sua impronta possente (...), il segno delle sue preoccupazioni e la sua morale». Sappiamo ancora che « Mr. Arkadin  ha una gestazione sofferta e lunga. Le riprese durano sette mesi, tra Spagna e Germania, Italia e Francia. Il montaggio va ancora più a rilento. (8 mesi e non è nemmeno ultimato da lui); girato nel '54, non uscirà che nel '57».

## Distribuzione
Possiamo leggere che «Rapporto confidenziale è stato oggetto di diverse versioni e montaggi nel corso degli anni, a causa delle interferenze dello studio e dei problemi di distribuzione».

## Critica
(Paolo Mereghetti)
(Franco La Polla)